# نقشه زبان

نقشهٔ مبنی بر باور نادرست رایج: ۱.تلخ و تند ۲.ترش ۳.شور ۴.شیرین

نقشه زبان یا نقشه مزه‌ها یک تصور نادرست رایج است که بنابر آن تشخیص مزه‌های اساسی به قسمت‌های خاص از زبان نسبت داده می‌شود. در این باور غلط قسمت‌های مختلف زبان برای مزه‌های مختلف نشانگذاری شده‌اند.